# 김보당의 난
김보당의 난(亂) 또는 계사(癸巳)의 난은 명종 3년(1173년)에 고려의 문신인 김보당(金甫當, ? ~ 1173년)이 일으킨 난이다.
명종 3년(1173) 김보당이 동북면병마사(東北面兵馬使)·간의대부(諫議大夫)로 있을 때, 쿠데타로 정권을 잡은 정중부, 이의방 등을 물리쳐서 의종을 복위시키고자 이경직(李敬直), 장순석(張純錫) 등과 모의하여 동계(東界)에서 군사를 일으켰다.
그리고 유인준(柳寅俊), 배윤재(裵允材), 한언국(韓彦國)이 이에 가담하여 거병하였다. 장순석 등은 거제에 가서 의종을 받들고 경주로 나와 싸웠으나 이의민(李義旼)과 박존위(朴存威)에게 패하고 모두 잡혀 죽었다.
김보당이 죽을 때 '문신으로서 이 모의에 참가하지 않은 사람이 없다'라고 말하여 많은 문신이 살육되었다.